# Xiang Xudong
Xiang Xudong (chinesisch 项旭东, Pinyin Xiàng Xùdōng; * 24. August 1995 in Harbin) ist ein  chinesischer Eishockeyspieler, der seit 2017 im System des Kunlun Red Star unter Vertrag steht und seit 2021 für den Klub in der KHL spielt.

## Karriere
Xiang Xudong begann seine Karriere als Eishockeyspieler bei der Amateurmannschaft aus Harbin, für die er bereits als 16-Jähriger in der chinesischen Liga debütierte. 2017 wurde er von der neu gebildeten Mannschaft KRS Heilongjiang System des Kunlun Red Star verpflichtet, mit der er in der Wysschaja Hockey-Liga spielte. 2018 zog der Klub nach Peking um und wurde in KRS-ORG Peking umbenannt. Nach einem Jahr beim China Golden Dragon in der 2. česká hokejová liga, der dritthöchsten tschechischen Liga, spielt er seit 2021 für den Kunlun Red Star in der KHL.

### International
Für China nahm Xiang Xudong im Juniorenbereich an der U18-Weltmeisterschaft der Division III 2013, als er als Topscorer und -vorbereiter des Turniers maßgeblich zum Aufstieg der Asiaten in die Division II beitrug, sowie den U20-Weltmeisterschaften der Division II 2014 und der Division II 2015 teil.
Mit der Herren-Nationalmannschaft spielte der Angreifer erstmals bei der Weltmeisterschaft 2015 in der Division II, als ihm mit dem Team aus dem Reich der Mitte der Aufstieg aus der B- in die A-Gruppe gelang. Nachdem die Mannschaft 2016 ohne ihn wieder abgestiegen war, gelang ihm bei der Weltmeisterschaft 2017 der erneute Aufstieg. Auch bei der Weltmeisterschaft 2019 spielte er in der Division II. Zudem vertrat er seine Farben bei der Olympiaqualifikation für die Winterspiele in Pyeongchang 2018 und den Olympischen Winterspielen 2022 in Peking, für die die Chinesen als Gastgeber qualifiziert waren.

## Erfolge und Auszeichnungen
- 2013 Aufstieg in die Division II bei der U18-Weltmeisterschaft der Division III, Gruppe A
- 2013 Topscorer und bester Vorbereiter bei der U18-Weltmeisterschaft der Division III, Gruppe A
- 2015 Aufstieg in die Division II, Gruppe B, bei der U20-Weltmeisterschaft der Division III
- 2015 Aufstieg in die Division II, Gruppe A, bei der Weltmeisterschaft der Division II, Gruppe A
- 2017 Aufstieg in die Division II, Gruppe A, bei der Weltmeisterschaft der Division II, Gruppe B